# Kia Telluride
Kia Telluride – samochód osobowy typu SUV klasy wyższej produkowany pod południowokoreańską marką Kia od 2019 roku.

## Historia i opis modelu

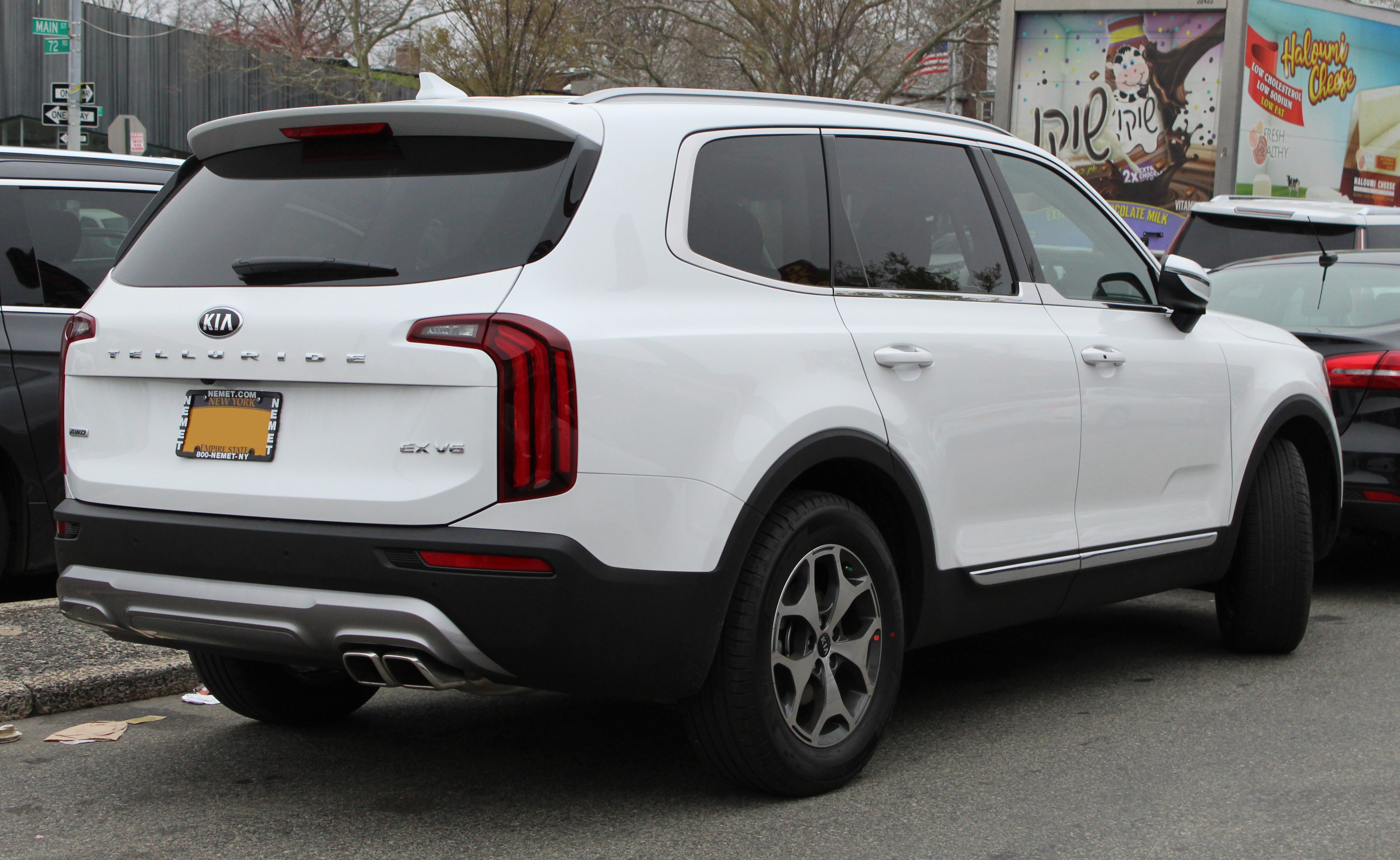
Kia Telluride EX – tył

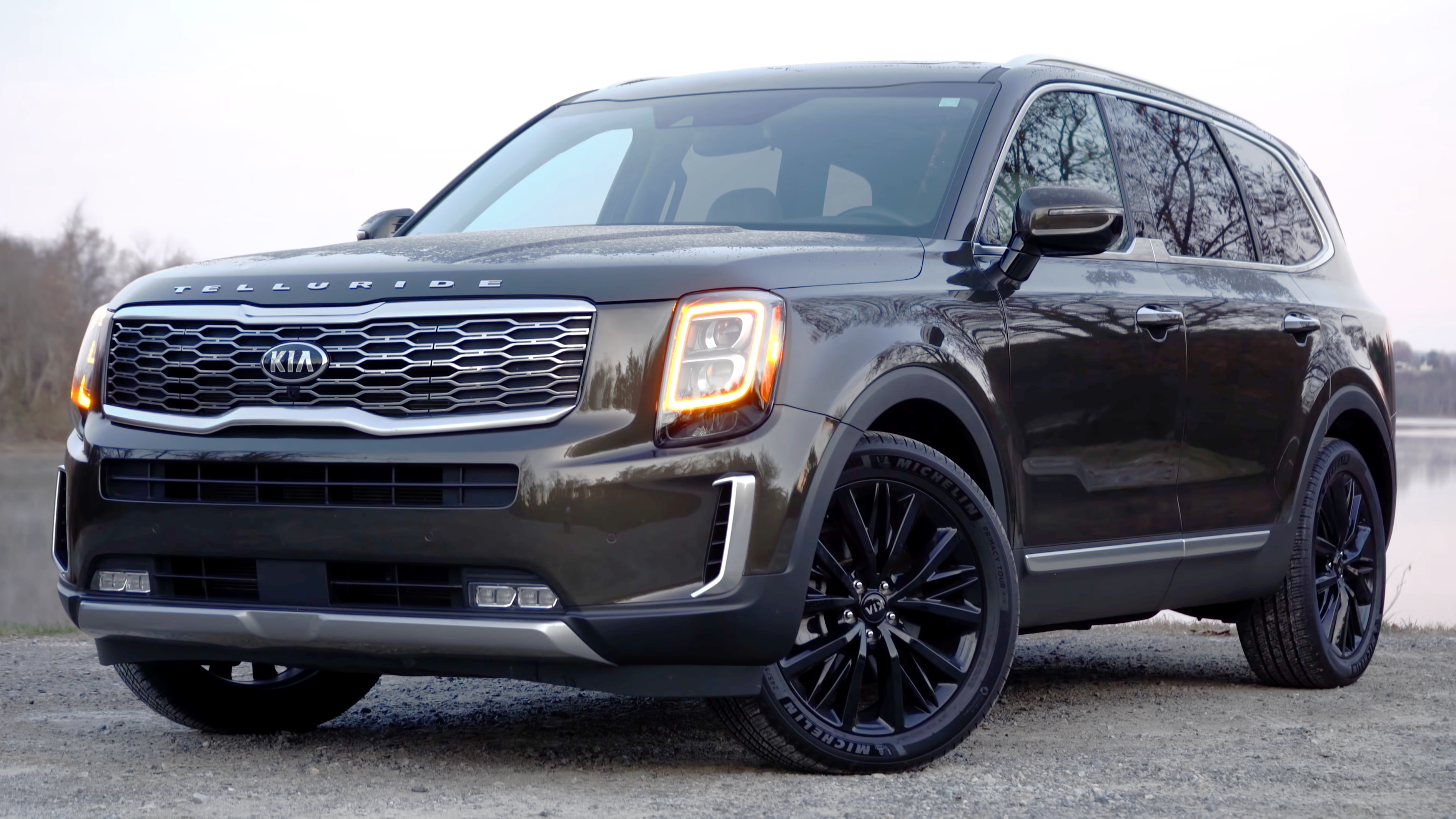
Kia Telluride SX

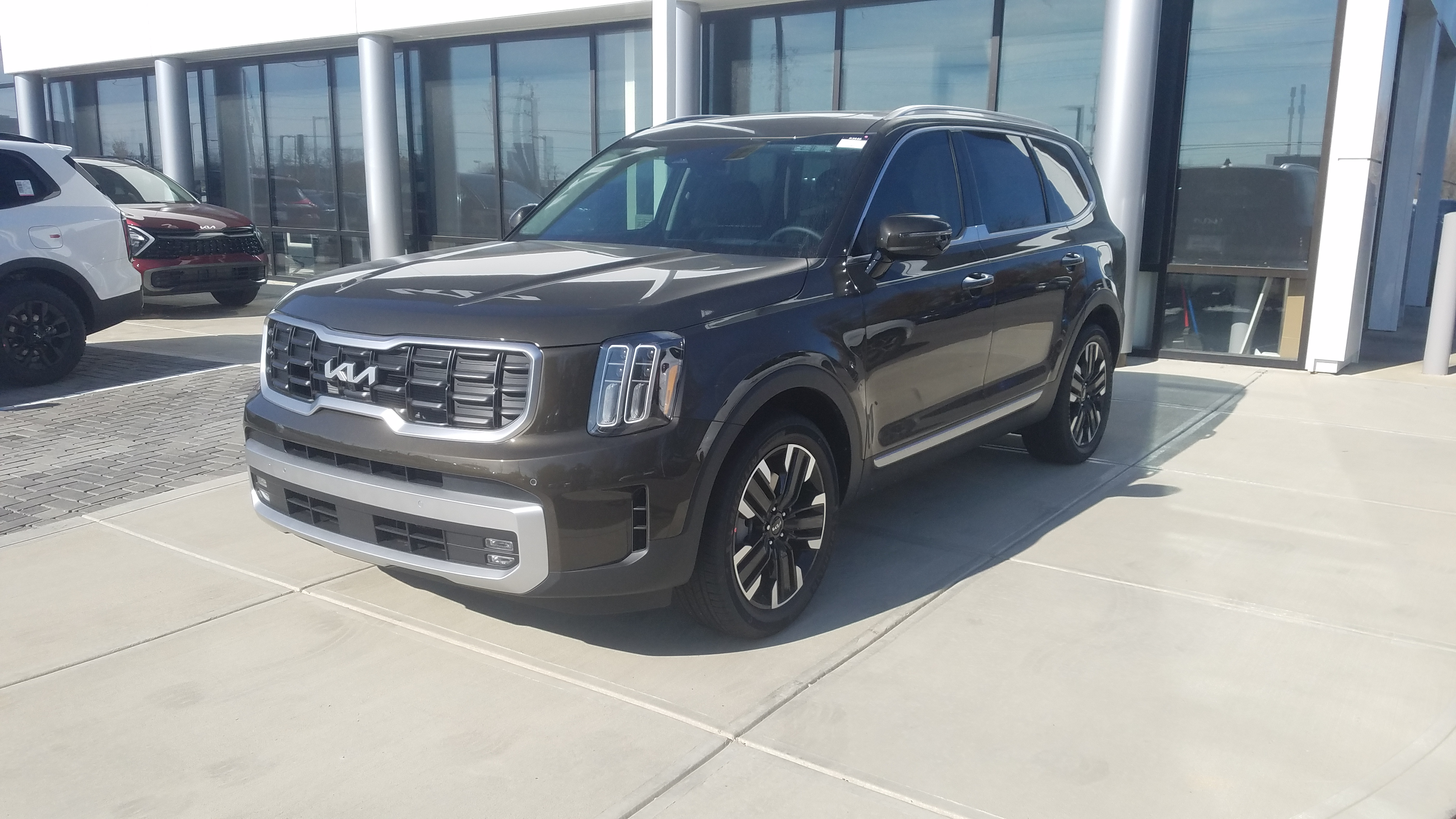
Kia Telluride po liftingu

Studyjną zapowiedzią nowego, dużego SUV-a mającego pełnić funkcję topowego modelu tego typu w północnoamerykańskiej ofercie Kii był prototyp Kia Telluride Concept przedstawiony w styczniu 2016 roku.
Wersja produkcyjna pojazdu zaprezentowana została 3 lata później, w styczniu 2019 roku podczas Detroit Auto Show. Pojazd został zaprojektowany w amerykańskim studiu projektowym marki w Kalifornii jako pierwszy model południowokoreańskiego producenta zbudowany specjalnie z myślą o uwarunkowaniu rynku Stanów Zjednoczonych.
Pod kątem stylistycznym, Kia Telluride stanowiła rozwinięcie koncepcji prototypu z 2016 roku. Pas przedni przyozdobił duży, kanciasty wlot powietrza z tzw. tygrysim nosem, a także pionowo umieszczone kanciaste reflektory, z kolei tylne lampy przyjęły postać bumerangow. Charakterystycznym detalem stały się chromowane obwódki bocznych szyb z dolnym wcięciem w stylu wzoru atrapy chłodnicy.
Rozległa kabina pasażerska umożliwia transport maksymalnie 8 pasażerów w trzech rzędach siedzeń, z kolei masywna kabina pasażerska zdobiona jest przez charakterystyczny pas potrójnych nawiewów, a także 10,25-calowy dotykowy ekran systemu multimedialnego umożliwiający łączność z Apple CarPlay i Android Auto.
Pojazd napędzany jest pracującym w cyklu Atkinsona silnikiem benzynowym w układzie V6 o pojemności 3.8 l i mocy 291 KM oraz maksymalnym momencie obrotowym 355 Nm, który współpracuje z 8-biegową automatyczną skrzynią biegów. Pojazd otrzymał niezależne zawieszenie z układem samopoziomowania tyłu. Do wyboru kierowcy przeznaczonych zostało 6-trybów pracy: Smart, Eco, Sport, Comfort, Snow i AWD Lock.

### Lifting
W kwietniu 2022 roku Kia Telluride przeszła modernizację, która przyniosła przemodelowane zderzaki, nowy wzór atrapy chłodnicy, a także nowy wzór diod LED w reflektorach o motywie podwójnych, pionowych kresek. Obszerne zmiany przeszła także konsola centralna, w której pojawił się nowy wzór potrójnych kratek nawiewów, a także zintegrowany panel zegarów i większego, 12,3-calowego ekranu systemu multimedialnego nowej generacji.

### Sprzedaż
Poza kluczowym rynkiem Stanów Zjednoczonych, Kia Telluride trafiła do sprzedaży także w sąsiedniej Kanadzie. Ponadto, jedynym rynkiem spoza tego grona, gdzie duży SUV jest dostępny w sprzedaży, jest Bliski Wschód. Podobnie jak w przypadku pokrewnego Hyundaia Palisade, nie jest planowane wprowadzenie pojazdu do sprzedaży w Europie.

### Wyposażenie
- LX
- S
- EX
- SX

W zależności od wybranej wersji pojazdu, auto wyposażone może być m.in. w elektryczne sterowanie szyb, elektryczne sterowanie lusterek, skórzaną tapicerkę, elektrycznie regulowany fotel kierowcy w 10. płaszczyznach, podgrzewane i wentylowane fotele, 10-głośnikowy zestaw audio Harman&Kardon o mocy 630W, system monitorowania martwego pola, Lane Assist, aktywny tempomat, system automatycznego hamowania oraz ostrzegania o pojazdach nadjeżdżających z tyłu, panoramiczny szklany dach, wielofunkcyjną kierownicę, 10,25-calowy ekran dotykowy systemu multimedialnego.

### Silnik
- V6 3.8l GDI 291 KM